# 流顺镇
流顺乡，是中华人民共和国甘肃省甘南藏族自治州临潭县下辖的一个乡镇级行政单位。

## 行政区划
流顺乡下辖以下地区：
宋家庄村、上寨村、眼藏村、八仁村、汪家嘴村和丁家堡村。